# Субару (журнал)
Субару (яп. すばる субару, «Плеяды») — японский ежемесячный литературный журнал, выпускаемый издательским домом «Сюэйся». В 1970-х годах, когда создан журнал, выпускался ежеквартально, только в конце декады перейдя на ежемесячный формат. Ориентирован на публикацию литературы дзюнбунгаку. Курируется собственная литературная премия для дебютантов. Наряду с журналами «Синтё», «Бунгакукай», «Гундзо» и «Бунгэй» входит в пятёрку ведущих японских толстых литературных журналов. Первыми публикациями в «Субару» начинали свой литературный путь многие, ставшие впоследствии известными, современные писательницы Японии. 
В 1909—1913 в Японии также выпускался журнал «Субару», где публиковались литераторы неоромантического толка. Было выпущено 60 номеров (среди активных участников - Мори Огай). Однако прямого отношения к современному журналу он не имеет, как и журнал, возрождавшийся в 1930 и 1931 годах под тем же названием. 